# Mudge-Passage
Die Mudge-Passage ist eine Meerenge vor der Graham-Küste des Grahamlands auf der Antarktischen Halbinsel. Sie verläuft in ostwestlicher Ausrichtung von der Umgebung des Prospect Point zwischen Beer Island und Dodman Island im Norden sowie den Saffery-Inseln und den Trump-Inseln im Süden bis zum Extension Reef. Dabei verbindet sie die Pendleton Strait mit der Holtedahl Bay.
Durchfahren und kartiert wurde dieser Seeweg im Januar 1979 durch Kapitän Christopher Robert Elliott (* 1945) mit der RRS John Biscoe. Das UK Antarctic Place-Names Committee benannte sie 1988 in Anlehnung an die Benennungen der Harrison-Passage und der Maskelyne-Passage nach dem britischen Uhrmacher Thomas Mudge (1715–1794), der maßgeblich an der technischen Verbesserung von Chronometern für die Seefahrt beteiligt war.